# Il pellicano di Blandings
Il pellicano di Blandings (titolo originale in lingua inglese: A Pelican at Blandings) è un romanzo umoristico di Pelham Grenville Wodehouse, pubblicato in lingua inglese nel 1969 e in lingua italiana nel 1970.

## Trama
La pace di Lord Emsworth al Castello di Blandings viene turbata da arrivi spiacevoli: da New York giunge inattesa Lady Constance, l'autoritaria sorella del conte. Poco dopo con una telefonata, Alaric, il detestato duca di Dunstable, uomo prepotente e gretto, preannuncia il suo prossimo arrivo al castello in compagnia della nipote Linda Gilpin; Lord Emsworth, che non conosce Linda, immagina che sia "tale e quale lo zio, una di quelle femmine bisbetiche e arcigne che lo avevano sempre terrorizzato". Il Castello si riempie di numerosi altri ospiti, per lo più senza credenziali. Disperato, Lord Emsworth chiede aiuto al fratello minore, Galahad Threepwood, il "Pellicano", un vivace cinquantenne che "nella sua dissipata gioventù partecipava a quasi tutte le serate del Pelican Club". Galahad promette al fratello di raggiungerlo al più presto.
Galahad deve preoccuparsi anche del morale del proprio figlioccio Johnny Halliday, brillante avvocato ventisettenne, comproprietario con Joe Bender di una galleria d'arte e fidanzato di Linda. La quale Linda, tuttavia, è sotto tutela legale di Alaric. Alaric, avendo saputo che Wilbur Trout, un ricco americano, vuole acquistare per motivi sentimentali un dipinto esposto nella galleria Bender, lo anticipa nell'acquisto e invita Trout a Blandings per avere l'opportunità di rivendergli il quadro a un più alto prezzo di affezione. Nel Castello di Blandings, Trout incontra Vanessa Polk, una simpatica americana invitata al castello da Lady Constance. Vanessa suggerisce a Trout di rubare il quadro. Nel frattempo Joe Bender e Johnny scoprono che il quadro venduto ad Alaric è un falso e progettano di sostituirlo furtivamente con il quadro autentico, anch'esso in loro possesso. Gally riuscirà a risolvere tutti i problemi e a far tornare la pace a Blandings.

## Edizioni
- A Pelican at Blandings, London, Herbert Jenkins, 1969.
- Il pellicano di Blandings, collana Collana Oscar Mondadori; 290, traduzione di Caterina Longanesi, Milano, Mondadori, 1970.
- Il pellicano di Blandings, collana Collana Narratori della fenice, traduzione di Caterina Longanesi, postfazione di Masolino D'Amico, Parma, Guanda, 1996, ISBN 88-7746-892-0.
- Il pellicano di Blandings, collana Collana TEAdue; 802, traduzione di Caterina Longanesi, postfazione di Masolino D'Amico, Milano, TEA, 2000, ISBN 88-7818-792-5.